# Панібрат Джеміля Керимівна
Панібрат Джеміля Керимівна (1923—2002) — радянський, український організатор кіновиробництва.

## Життєпис
Народилась 15 червня 1923 р. в Бахчисараї (СРСР).  
Працювала на Одеській кіностудії. 
Була членом Національної Спілки кінематографістів України.
Померла 23 березня 2002 р.

## Фільмографія
Директор кінокартин:
- «Про Вітю, про Машу і морську піхоту» (1973)
- «Хлопчаки їхали на фронт» (1975)
- «Тимур і його команда (1976)»
- «Хліб дитинства мого» (1978)
- «Місце зустрічі змінити не можна» (1979)
- «Гість» (1980, к/м, реж. І. Мінаєв)
- «Зигзаг» (1980, к/м, реж. В. Федосов)
- «Очікування» (1981, реж. Р. Василевський)
- «4:0 на користь Тетянки» (1982, у співавт.)
- «У пошуках капітана Гранта» (1985, у співавт.)
- «Рок-н-рол для принцес» (1990) та ін.